# Mervyn King, Baron King of Lothbury

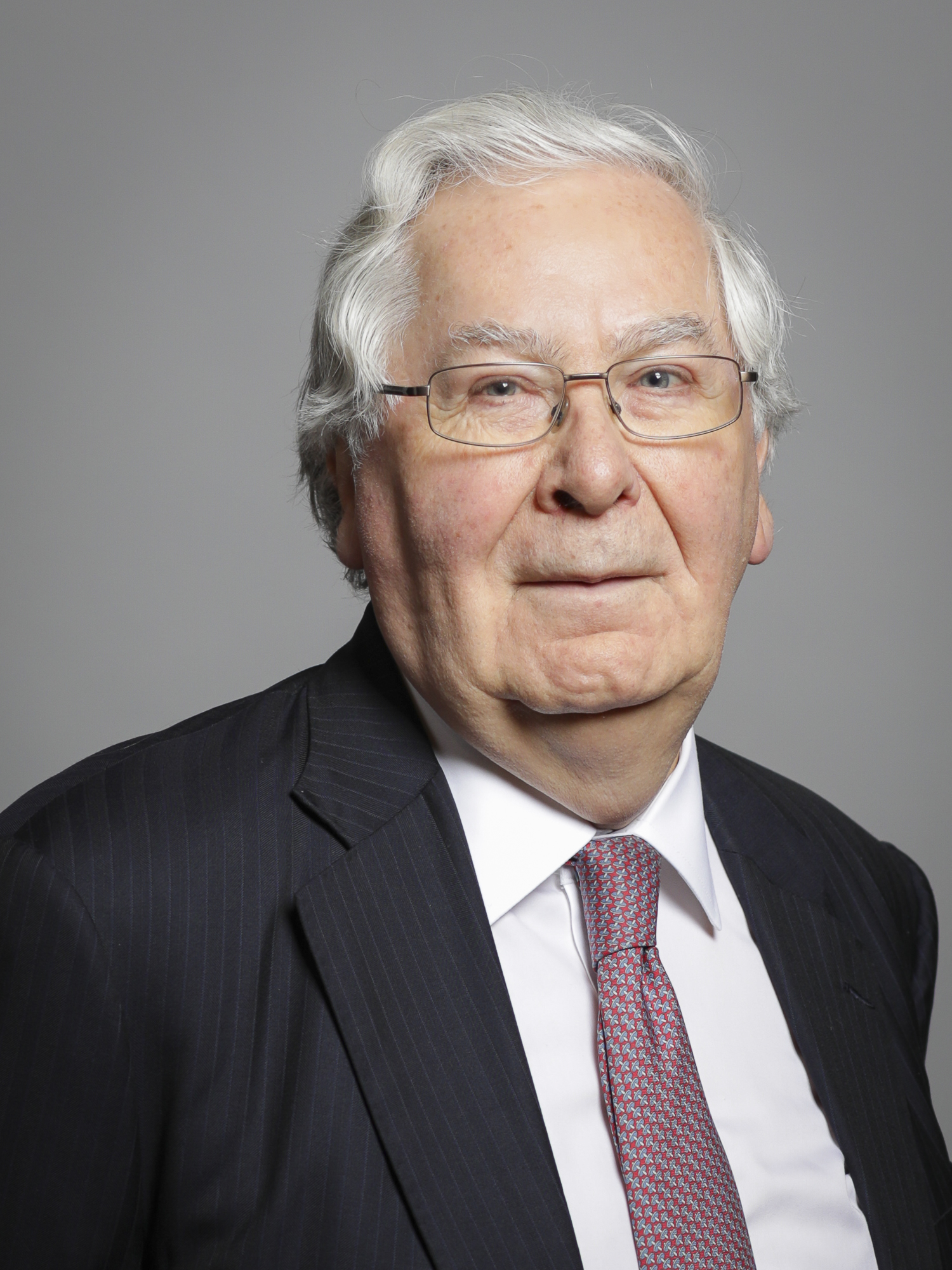
Mervyn King, Baron King of Lothbury (2019)

Mervyn Allister King, Baron King of Lothbury KG GBE (* 30. März 1948 in Chesham Bois, Buckinghamshire, Großbritannien) war von Juli 2003 bis zum 1. Juli 2013 der Gouverneur der Bank of England. Seit Juli 2013 gehört er dem britischen House of Lords als Life Peer an (Crossbencher).

## Leben
King studierte Wirtschaftswissenschaften am King’s College an der University of Cambridge. Später war er Gastprofessor an der Harvard University im amerikanischen Cambridge (Massachusetts). Er erhielt u. a. einen Ehrendoktor der University of Abertay Dundee.
Von 1984 bis 1991 war er Professor an der „London School of Economics and Political Science“, anschließend bis 1997 Chefvolkswirt bei der „Bank of England“, der britischen Zentralbank. Von 1997 bis 2003 war er stellvertretender Gouverneur, von Juli 2003 bis Juni 2013 war er der Gouverneur der britischen Zentralbank. Am 1. Juli 2013 trat Mark Carney seine Nachfolge als Gouverneur der Bank of England an.
Er setzt sich gemeinsam mit der britischen Finanzaufsichtsbehörde und dem Finanzministerium für einen liberalen Finanzplatz London ein. Großbritannien widersetzt sich (Stand 2011) dem Druck zahlreicher EU-Länder, eine Finanztransaktionssteuer einzuführen.
Im Mai 2012 warnte King mit Blick auf die griechische Finanzkrise vor einem „Sturm vom Kontinent“. Seine Erfahrungen mit der Finanzkrise verarbeitete er im 2016 veröffentlichten Buch The End of Alchemy: Money, Banking and the Future of the Global Economy.
King heiratete am 26. Mai 2007 in Helsinki seine langjährige Freundin, die in erster Ehe geschiedene finnische Unternehmerin Barbara Melander (* 1946). King ist ein Fan des Fußballklubs Aston Villa, besitzt einen Landsitz in der Nähe von Canterbury und eine Wohnung in Notting Hill.
Am 19. Juli 2013 wurde King als Life Peer mit dem Titel Baron King of Lothbury, of Lothbury in the City of London, in das House of Lords aufgenommen.

Wappen des Mervyn King, Baron King of Lothbury

## Auszeichnungen
- 1992: Mitglied der Academia Europaea
- 1992: Mitglied der British Academy[6]
- 2000: Mitgliedschaft in der American Academy of Arts and Sciences[7]
- 2006: Ehrendoktorwürde der juristischen Fakultät der Universität Cambridge
- 2011: Knight Grand Cross des Order of the British Empire[8]
- 2014: Knight Companion des Hosenbandordens[9]

## Werke
- Das Ende der Alchemie: Banken, Geld und die Zukunft der Weltwirtschaft (Im Original: The End of Alchemy: Money, Banking, and the Future of the Global Economy). FinanzBuch, München 2017, ISBN 978-3-95972-021-2.